# Poza Honda, Guerrero
Poza Honda är en ort i Mexiko.   Den ligger i kommunen Atoyac de Álvarez och delstaten Guerrero, i den södra delen av landet, 280 km söder om huvudstaden Mexico City. Poza Honda ligger 44 meter över havet och antalet invånare är 106.
Terrängen runt Poza Honda är kuperad åt nordost, men åt sydväst är den platt. Runt Poza Honda är det ganska glesbefolkat, med 26 invånare per kvadratkilometer. Närmaste större samhälle är Atoyac de Álvarez, 12,4 km nordväst om Poza Honda. I omgivningarna runt Poza Honda växer i huvudsak lövfällande lövskog.